# Theodor Storm

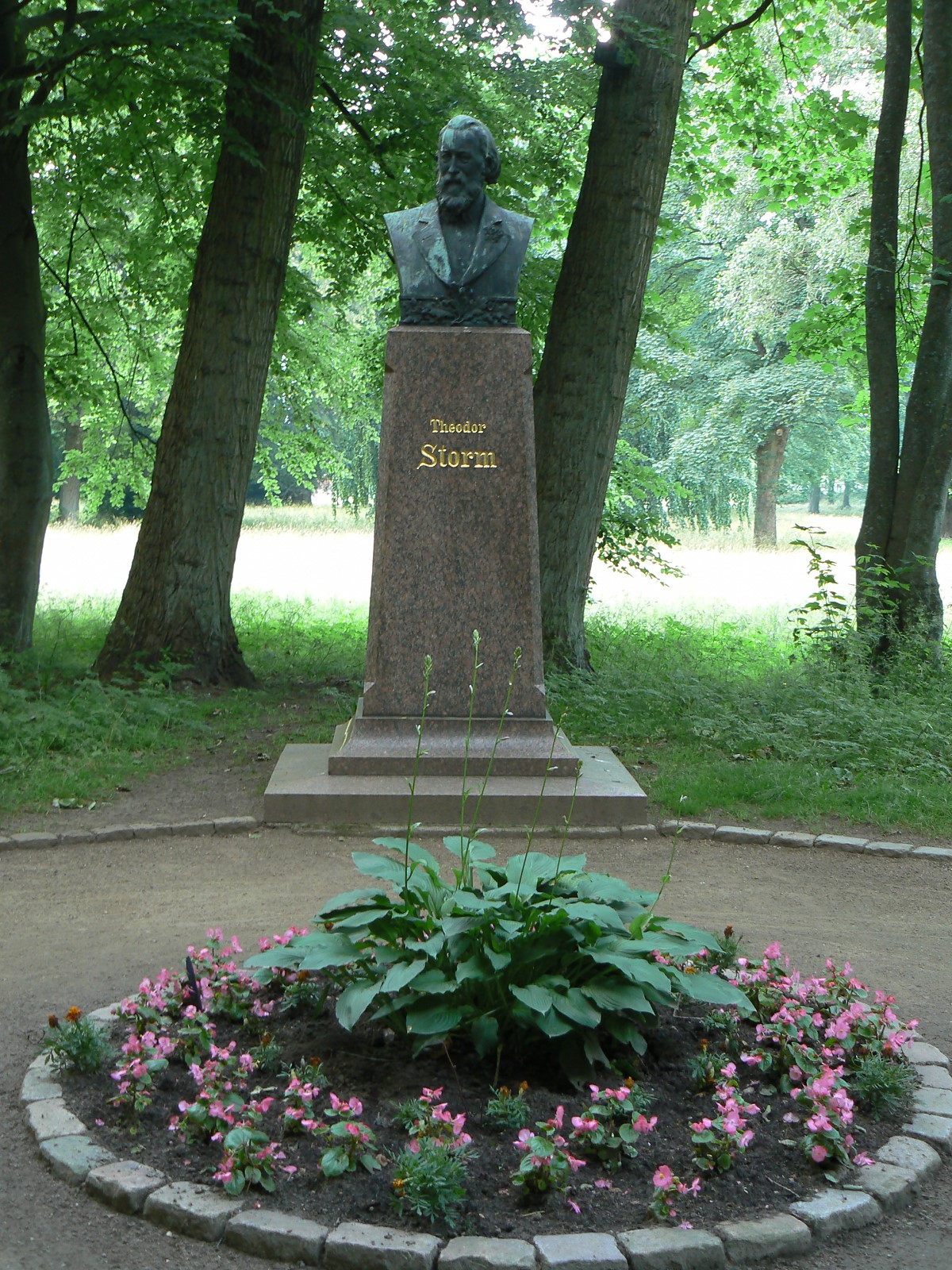
Minnesplats i Husum. Byst av Adolf Brütt.

Hans Theodor Woldsen Storm, född 14 september 1817, död 4 juli 1888, var en nordtysk jurist och författare och en av de största berättarna inom den poetiska realismen under 1800-talet. Storm inledde sin författarbana som romantisk lyriker och skrev enkla stämningsdikter om landskapet, havet och kärleken. Efterhand drogs hans författarskap alltmer mot realismen. Som prosaförfattare skrev han stämningsfyllda noveller och historiskt realistiska novellkrönikor.

## Biografi
Theodor Storm härstammade från en högborgerlig ämbetsmannasläkt och växte upp i den danska småstaden Husum i Slesvig. Han utvecklade en känsla för hembygden och en bundenhet vid traditioner som skulle bli en del av hans personlighet. Efter att ha studerat juridik vid Kiels och Berlins universitet återvände han 1843 till sin hemstad för att försörja sig som advokat. Samma år debuterade han tillsammans med bröderna Tycho Mommsen och Theodor Mommsen med ett häfte dikter.
1850 förvisades Storm från Husum av danskarna för tyskpatriotisk verksamhet. 1853 började han livnära sig som assessor i Potsdam i Preussen. Han ogillade den preussiska byråkratin och militarismen; författarkollegan Theodor Fontane anklagade honom många gånger för brist på stortysk nationalism. 1856 blev han domare i Heilbad Heiligenstadt. Sedan Danmark förlorat det dansk-tyska kriget 1864 återvände han till Husum där han stannade till sin död.

## Eftermäle
Asteroiden 12182 Storm är uppkallad efter honom.

## Författarskap
Storms författarskap präglas av en enorm självkritik; han arbetade alltid mycket långsamt och noggrant. Hans långsamma produktionstakt, en eller två noveller om året, kan också förklaras utifrån att han hela tiden hade andra arbeten. Theodor Storm hör hemma i en övergångsfas från romantik till realism i tysk litteratur. Hans verk fokuserar på problemen i det mänskliga livet och berättelsernas psykologi är ofta deterministisk. Ramberättelser, hyllningar av trofasthet och parallellismer mellan karaktärernas själsliv och miljöerna är vanliga i novellerna.
Immensee (1852), den novell som grundlade hans popularitet, är typisk för honom. I den ser en gammal man i en inre monolog tillbaka på sin ungdoms kärlek. I sitt förflutna är den gamle mannen initiativlös och vek inför kärleken och livet, men har den positiva egenskapen att han är trofast.

## Verk översatta till svenska
- Immensee, 1887 (Immensee 1851)
- Från forna tider: tre noveller (Eckenhof; Aquis Submersus; En fest på Haderslevhuus), 1897
- Hans och Heinz Kirch, 1918 (Hans und Heinz Kirch 1883)
- Valda noveller, 1929
- Eekenhof och Spökryttaren, i "Modern världslitteratur: de levande mästerverken. 26", 1946 (Eekenhof; Der Schimmelreiter 1888)
- Pole Dockspelare; Aquis submersus, 1951 (Pole Poppenspäler; Aquis submersus)
- Regnfrun; ill. av Jan Kudlácek, 1975 (Die Regentrude 1866)
- När Putte inte kunde sova: saga med bilder av Felicitas Kuhn, 1976 (Der kleine Häwelmann)